# Jóhanna Fossdalsá
Jóhanna Fossdalsá (Hoyvík, 28 november 2005) is een voetbalspeelster uit Denemarken. Ze speelt als middenvelder voor BK Häcken in de Damallsvenskan.

## Clubcarrière
Fossdalsá begon met voetballen op Faeröer bij HB Tórshavn. Daarna verhuisde ze naar Vildbjerg SF, waar ze na een korte periode terechtkwam in de jeugdopleiding van FC	Nordsjælland. Voor deze club maakte ze ook haar debuut in de Elitedivisionen, het hoogste vrouwenvoetbalniveau van Denemarken. Op 4 juli 2023 maakte de Zweedse club BK Häcken bekend Fossdalsá voor drie jaar aan zich te hebben verbonden tot de zomer van 2026.

## Statistieken
| Seizoen | Club            | Land       | Competitie      | Wedstrijden | Doelpunten |
| ------- | --------------- | ---------- | --------------- | ----------- | ---------- |
| 2021/22 | FC Nordsjælland | Denemarken | Elitedivisionen | 9           | 0          |
| 2022/23 | FC Nordsjælland | Denemarken | Elitedivisionen | 24          | 9          |
| 2023    | BK Häcken       | Zweden     | Damallsvenskan  | 5           | 0          |
| 2024    | BK Häcken       | Zweden     | Damallsvenskan  | 26          | 5          |
| 2025    | BK Häcken       | Zweden     | Damallsvenskan  | 2           | 0          |
| Totaal  | Totaal          | Totaal     | Totaal          | 66          | 14         |

Laatste update: 3 april 2025

## Interlandcarrière
Doordat Fossdalsá is geboren op Faeröer kon ze ook voor het Faeröers nationale team uitkomen. Ze koos echter voor een interlandcarrière voor Denemarken en debuteerde in 2020 voor Denemarken -16. In februari 2024 werd Fossdalsá voor het eerst opgeroepen voor het Deense nationale team. Ze maakte haar interlanddebuut op 28 februari 2024 in een 1-1 gelijkspel tegen Oostenrijk.

## Privé
Fossdalsá's oudere broer Heini Sørensen is ook profvoetballer. Haar familie verhuisde in 2018 van het Faeröer naar Denemarken toen Sørensen voor FC Midtjylland ging spelen.